# مركز الصدمات

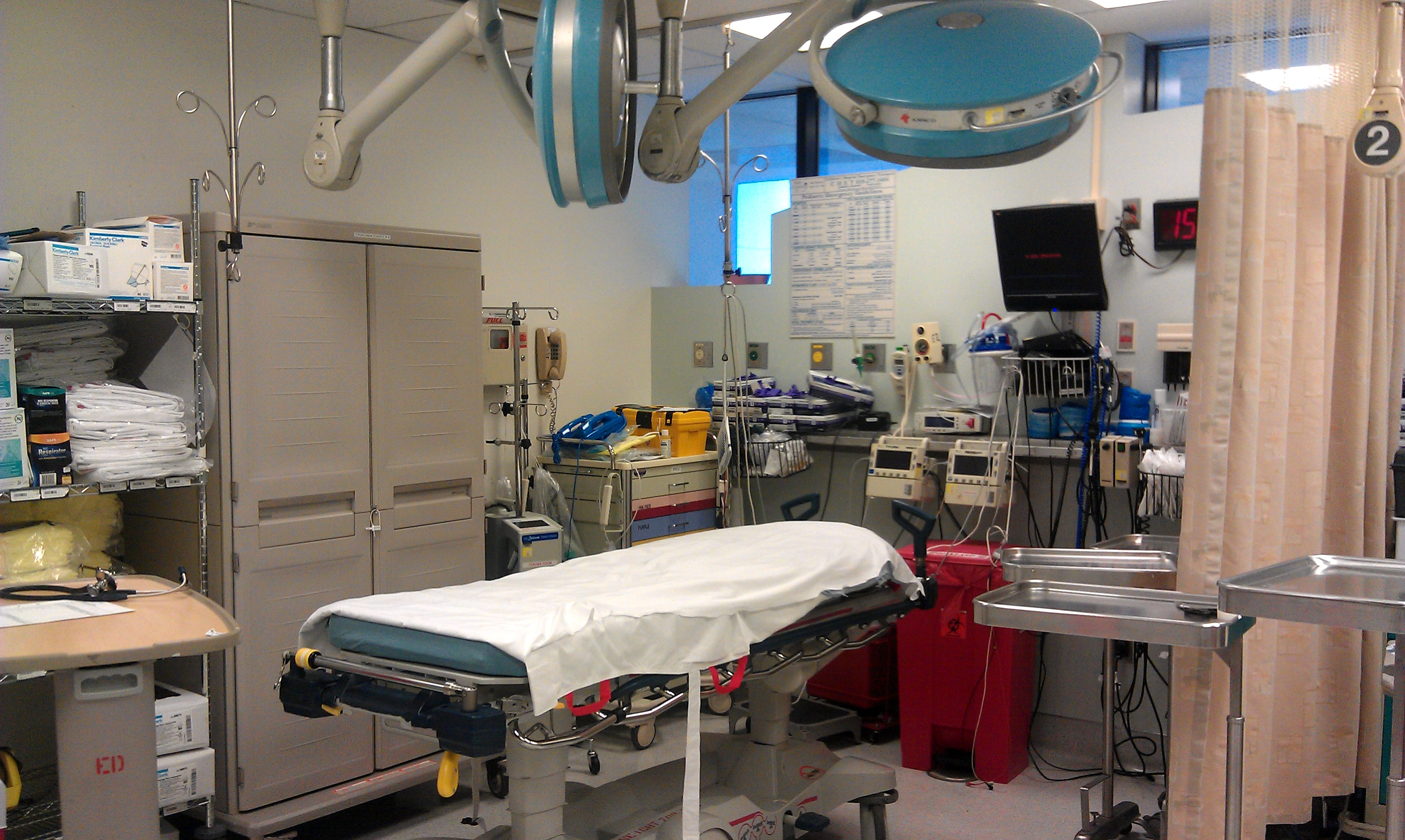
غرفة صدمة نموذجية في مركز المستوى الأول للصدمات.

مركز الصدمات هو مستشفى معد ومجهز لتقديم الرعاية للمرضى الذين يعانون من إصابات خطيرة مثل السقوط أو تصادم المركبات أو جروح الرصاص. قد يشير مركز الصدمات أيضًا إلى قسم الطوارئ (المعروف أيضًا باسم «قسم المصابين» أو «الحوادث والطوارئ») دون وجود خدمات متخصصة لرعاية ضحايا الصدمات النفسية الكبرى. 
في الولايات المتحدة الأمريكية، يمكن أن يستقبل المستشفى حالة مركز الصدمات من خلال تلبية المعايير المحددة التي وضعتها الكلية الأمريكية للجراحين (ACS) واجتياز مراجعة الموقع من قبل لجنة مراجعة التحقق. يتم تحديد التعيين الرسمي كمركز للصدمات وفقًا لأحكام قانون الولاية الفردية. تختلف مراكز الصدمات في قدراتها المحددة ويتم تحديدها من خلال تصنيف «المستوى»: المستوى الأول (المستوى 1) هو الأعلى، والمستوى الثالث (المستوى 3) هو الأدنى (في بعض الولايات خمسة مستويات محددة، يكون فيها حالة المستوى الخامس (المستوى 5) هو الأدنى). 
تتمتع أعلى مستويات مراكز الصدمات بإمكانية الوصول إلى الرعاية الطبية والتمريضية المتخصصة بما في ذلك طب الطوارئ وجراحة الصدمات والرعاية الحرجة وجراحة الأعصاب وجراحة العظام والتخدير والأشعة بالإضافة إلى المعدات الجراحية والتشخيصية المتطورة للغاية. قد لا تتمكن المستويات المنخفضة لمراكز الصدمات إلا من توفير الرعاية الأولية وتثبيت إصابة مؤلمة وترتيب نقل الضحية إلى مستوى أعلى من رعاية الصدمات.
تشغيل مركز الصدمات مكلف للغاية. بعض المناطق - خاصة المناطق الريفية - لا تحصل على خدمات كافية من قبل مراكز الصدمات بسبب هذه النفقات. نظرًا لعدم وجود طريقة لجدولة الحاجة إلى خدمات الطوارئ، فقد تختلف حركة مرور المرضى في مراكز الصدمات على نطاق واسع. تم تطوير مجموعة متنوعة من الطرق للتعامل مع هذا.[بحاجة لمصدر]
غالبًا ما يكون لمركز الصدمات مهبط للطائرات لاستقبال المرضى الذين تم نقلهم جواً إلى المستشفى. في كثير من الحالات، يمكن للأشخاص المصابين في المناطق النائية ونقلهم إلى مركز صدمة بعيد عن طريق الهليكوبتر الحصول على رعاية طبية أسرع وأفضل مما لو كانوا قد نقلوا بواسطة سيارة إسعاف بري إلى مستشفى أوثق ليس لديه مركز مخصص للصدمات. يمكن أن تؤثر شهادة مستوى الصدمة بشكل مباشر على نتائج المريض وتحديد ما إذا كان يجب نقل المريض إلى مركز الصدمات بمستوى أعلى.[بحاجة لمصدر]